# Ley de Henry

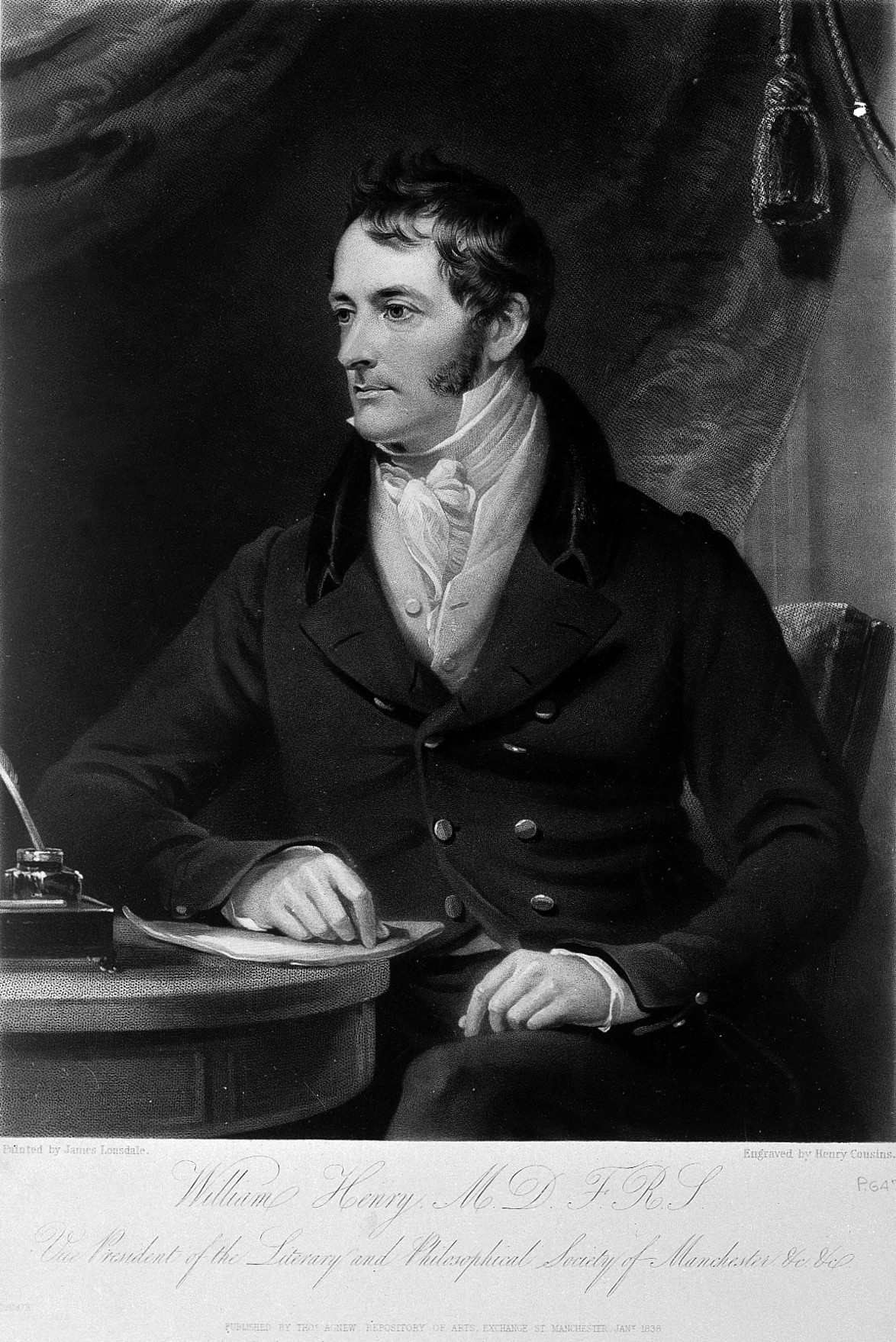
William Henry

La ley de Henry enuncia que a una temperatura constante, la cantidad de gas disuelta en un líquido es directamente proporcional a la presión parcial que ejerce ese gas sobre el líquido, es decir, a mayor presión, mayor solubilidad y a la inversa. 
La ley de Henry  sólo es válida en presiones bajas y en disoluciones diluidas. 

## Historia
La ley de Henry fue formulada en 1803, por el químico inglés William Henry, quien estudió el tema a principios del siglo XIX. En su publicación acerca de la cantidad de gases absorbidos por agua, describió los resultados de sus experimentos:
"... de gas condensado, el agua absorbe por cada una, dos o más atmósferas añadidas, una cantidad, normalmente comprimida, que debería ser igual al doble, triple, etc., del volumen absorbido bajo la presión normal de la atmósfera."

## Ejemplos
Un ejemplo en el cual la ley de Henry esta en juego es en la disolución, que depende de la profundidad, de oxígeno y nitrógeno en la sangre de los buzos bajo agua que cambia durante la descompresión, llevando a la enfermedad del buzo.
Un ejemplo de todos los días es dado por la experiencia de uno con las bebidas carbonatadas, las cuales contienen dióxido de carbono disuelto. Antes de abrir, el gas arriba de la bebida en su contenedor es casi dióxido de carbono puro, a presión más alta que la presión atmosférica. Después de abrir la botella, el gas escapa, moviendo la presión parcial del dióxido de carbono arriba del líquido a ser más baja, resultando en desgaseado como el dióxido de carbono disuelto sale de la solución.

## Simbología
| Símbolo                              | Nombre                                                     | Unidad        | Común         |
| ------------------------------------ | ---------------------------------------------------------- | ------------- | ------------- |
| {\displaystyle \alpha }              | Coeficiente de absorción de Bunsen                         |               |               |
| {\displaystyle \beta }               | Coeficiente de absorción de Kuenen                         | m3 / kg       | L / g         |
| {\displaystyle \delta }              | Coeficiente de absorción de Raoult                         |               | g / ml        |
| {\displaystyle \lambda }             | Solubilidad de un gas de Ostwald                           |               |               |
| {\displaystyle {\rm {H^{bp}}}}       | Solubilidad de Henry por molalidad                         | mol / (kg Pa) |               |
| {\displaystyle {\rm {H^{cp}}}}       | Solubilidad de Henry por concentración                     | mol / J       | mol / (L atm) |
| {\displaystyle {\rm {H^{cc}}}}       | Solubilidad de Henry adimensional                          |               |               |
| {\displaystyle {\rm {H^{xp}}}}       | Solubilidad de Henry por razón de mezcla de fase acuosa    | Pa-1          | atm-1         |
| {\displaystyle K_{WA}}               | Coeficiente de partición de agua - aire (Ing. water - air) |               |               |
| {\displaystyle K_{AW}}               | Coeficiente de partición de aire - agua (Ing. air - water) |               |               |
|                                      | Volatilidad                                                |               |               |
| {\displaystyle K_{\rm {H}}^{pc}}     | Volatilidad de Henry por concentración                     | J / mol       | L atm / mol   |
| {\displaystyle K_{\rm {H}}^{px}}     | Volatilidad de Henry por razón de mezcla de fase acuosa    | Pa            | atm           |
| {\displaystyle K_{\rm {H}}^{cc}}     | Volatilidad de Henry adimensional                          |               |               |
|                                      | Parámetros                                                 |               |               |
| {\displaystyle b}                    | Molalidad                                                  | mol / kg      |               |
| {\displaystyle c_{a}}                | Concentración de especie "a" en la fase acuosa             | mol / m3      | mol / L       |
| {\displaystyle c_{g}}                | Concentración de especie "a" en la fase gaseosa            | mol / m3      | mol / L       |
| {\displaystyle m_{1}}                | Masa de gas saturado                                       | kg            | g             |
| {\displaystyle m_{2}}                | Masa de solvente puro                                      | kg            | g             |
| {\displaystyle p}                    | Presión parcial de especia "a" en la fase acuosa           | Pa            | atm           |
| {\displaystyle R}                    | Constante de los gases                                     | J / (kg K)    |               |
| {\displaystyle T}                    | Temperatura                                                | K             |               |
| {\displaystyle T^{STP}}              | Temperatura a presión estándar (Ing. Standard pressure)    | K             |               |
| {\displaystyle V_{1}}                | Volumen de gas saturado                                    | m3            | L             |
| {\displaystyle V_{2}}                | Volumen de solvente puro                                   | m3            | L             |
| {\displaystyle x}                    | Razón de la mezcla molar en la fase acuosa                 |               |               |
| {\displaystyle \rho }                | Densidad del solvente                                      | kg / m3       |               |
|                                      | Agua                                                       |               |               |
| {\displaystyle M_{\rm {H_{2}O}}}     | Masa molar                                                 |               |               |
| {\displaystyle \rho _{\rm {H_{2}O}}} | Densidad                                                   | kg / m3       |               |

## Constantes de solubilidad de la ley de Henry

### Solubilidad de Henry por concentración (Hcp{\displaystyle {\rm {H^{cp}}}})
Químicos atmosféricos a menudo definen la solubilidad de Henry como:
{\displaystyle {\rm {H^{cp}={\frac {c_{a}}{p}}}}}

### Solubilidad de Henry adimensional (Hcc{\displaystyle {\rm {H^{cc}}}}) o (KWA{\displaystyle K_{WA}})
{\displaystyle {\rm {H^{cc}={\frac {c_{a}}{c_{g}}}}}}
Para un gas ideal la conversión es:
{\displaystyle {\rm {H^{cc}=R\ T\ {\rm {H^{cp}}}}}}
Algunas veces, la constante adimensional es llamada Coeficiente de partición agua - aire ({\displaystyle K_{WA}}). Está cercanamente relacionada con los varios, poco diferentes definiciones del Coeficiente de Ostwald ({\displaystyle \lambda }), como afirma Battino (1984).

### Solubilidad de Henry por razón de mezcla de fase acuosa (Hxp{\displaystyle {\rm {H^{xp}}}})
{\displaystyle {\rm {H^{xp}={\frac {x}{p}}}}}
Para solución acuosa diluida la conversión es:
{\displaystyle c_{a}\approx {\frac {M_{\rm {H_{2}O}}}{\rho _{\rm {H_{2}O}}}}}
{\displaystyle {\rm {H^{xp}\approx {\Bigl (}{\frac {M_{\rm {H_{2}O}}}{\rho _{\rm {H_{2}O}}}}{\Bigr )}{\rm {H^{cp}}}}}}

### Solubilidad de Henry por molalidad (Hbp{\displaystyle {\rm {H^{bp}}}})
Puede ser ventajoso describir la fase acuosa en términos de molalidad ({\displaystyle b}) en lugar de concentración ({\displaystyle c}). La molalidad ({\displaystyle b}) de una solución no cambia con la temperatura ({\displaystyle T}), pues se refiere a la masa del solvente. En contraste, la concentración ({\displaystyle c}) cambia con la temperatura ({\displaystyle T}), ya que la densidad de una solución ({\displaystyle \rho }) y así su volumen son dependientes de la temperatura ({\displaystyle T}). Definiendo la composición de la fase acuosa vía molalidad tiene la ventaja que cualquier dependencia de la temperatura ({\displaystyle T}) de la constante de la ley de Henry es un fenómeno de solubilidad real y no introducido indirectamente vía cambio de densidad de la solución. Utilizando la molalidad, la solubilidad de Henry se puede definir como:
{\displaystyle {\rm {H^{bp}={\frac {b}{p}}}}}
No hay un simple camino para calcular ({\displaystyle {\rm {H^{cp}}}}) a partir de ({\displaystyle {\rm {H^{bp}}}}), ya que la conversión entre la concentración ({\displaystyle c}) y molalidad ({\displaystyle b}) involucra a todos los solutos de una solución. Para una solución con un total de solutos ({\displaystyle n}) con índices ({\displaystyle i=1,...,n}), la conversión es:
{\displaystyle c_{a}={\frac {b\ \rho }{1+\sum _{i=1}^{n}b_{i}\ M_{i}}}}
Si solo hay un soluto se simplifica a:
{\displaystyle c_{a}={\frac {b\ \rho }{1+b\ M}}}
La ley de Henry solo es válida para soluciones diluidas, donde ({\displaystyle b\ M\ll 1}) y ({\displaystyle \rho \approx \rho _{\rm {H_{2}O}}}). En este caso la conversión se reduce a:
{\displaystyle c_{a}\approx b\ \rho _{\rm {H_{2}O}}}
{\displaystyle {\rm {H^{bp}={\frac {\rm {H^{cp}}}{\rho _{\rm {H_{2}O}}}}}}}

### Coeficiente de absorción de Bunsen (α{\displaystyle \alpha })
De acuerdo con Sazonov y Shaw, el número adimensional coeficiente de Bunsen se define como:
"el volumen de gas saturado ({\displaystyle V_{1}}), reducido a ({\displaystyle T=273.15\ K,\ p=1\ bar}), el cual es absorbido por una unidad de volumen de solvente puro ({\displaystyle V_{2}}) a la temperatura de medición y presión parcial ({\displaystyle p=1\ bar})."
{\displaystyle \alpha ={\frac {V_{1}}{V_{2}}}}
Si es gas ideal, la presión se cancela, y la conversión a ({\displaystyle {\rm {H^{cp}}}}) se simplifica:
{\displaystyle {\rm {H^{cp}={\frac {\alpha }{R\ T^{STP}}}}}}
Con ({\displaystyle T^{STP}=273.15\ K}). Nota. De acuerdo con la definición, el factor de conversión no depende de la temperatura. Independientemente de la temperatura a que se refiere el coeficiente de Bunsen, siempre se usa ({\displaystyle 273.15\ K}) para la conversión. El coeficiente de Bunsen, el cual es nombrado por Robert Bunsen, ha sido utilizado principalmente en la literatura antigua.

### Coeficiente de absorción de Kuenen (β{\displaystyle \beta })
De acuerdo con Sazonov y Shaw, el coeficiente de Kuenen ({\displaystyle S}) es definido como:
"el volumen de gas saturado ({\displaystyle V_{1}}), reducido a ({\displaystyle T=273.15\ K,\ p=1\ bar}), el cual se disuelve por unidad de masa de solvente puro ({\displaystyle m_{2}}) a la temperatura de medición y presión parcial ({\displaystyle p=1\ bar})."
{\displaystyle \beta ={\frac {V_{1}}{m_{2}}}}
{\displaystyle {\rm {H^{cp}={\frac {\beta \ \rho }{R\ T^{STP}}}}}}
El coeficiente de absorción de Kuenen llamado así en honor a Johannes Kuenen, ha sido utilizado principalmente en literatura antigua, y la IUPAC lo considera obsoleto.

### Coeficiente de absorción de Raoult (δ{\displaystyle \delta })
{\displaystyle \delta ={\frac {m_{1}}{\text{100 ml de liquido}}}}

## Constantes de volatilidad de la ley de Henry

### Volatilidad de Henry por concentración (KHpc{\displaystyle K_{\rm {H}}^{pc}})
{\displaystyle K_{\rm {H}}^{pc}={\frac {p}{c_{a}}}={\frac {1}{\rm {H^{cp}}}}}

### Volatilidad de Henry por razón de mezcla de fase acuosa (KHpx{\displaystyle K_{\rm {H}}^{px}})
{\displaystyle K_{\rm {H}}^{px}={\frac {p}{x}}={\frac {1}{\rm {H^{xp}}}}}

### Volatilidad de Henry adimensional (KHcc{\displaystyle K_{\rm {H}}^{cc}}) o (KAW{\displaystyle K_{AW}})
{\displaystyle K_{\rm {H}}^{cc}={\frac {c_{g}}{c_{a}}}={\frac {1}{\rm {H^{cc}}}}}
En ingeniería química y química ambiental, ésta constante adimensional es a menudo llamada Coeficiente de partición aire-agua ({\displaystyle K_{AW}})